# Ворона буроголова
Ворона буроголова (Corvus fuscicapillus) — вид горобцеподібних птахів роду Крук (Corvus) родини Воронові (Corvidae). Етимологія: лат. fuscus — «сірувато-коричневий», лат. capillus — волосся на голові, від лат. caput — «голова» й лат. pilus — «волосся»

## Опис
Довжина 46 см. Кремезна ворона з великим, викривленим вгору дзьобом (чорним чи жовтуватим, залежно від статі та віку) й коротким квадратним хвостом. Голова й груди коричнево-чорні. Дорослі мають вражаючі блідо-блакитні очі. Молодь має більш бліде й коричневе оперення ніж дорослі, дзьоб весь жовтий.  

## Стиль життя
Бачать поодинці чи парами. Живиться фруктом.

## Середовище проживання
Ендемік східної Індонезії, де його ареал сильно фрагментований. Природним місцем проживання є субтропічні або тропічні вологі рівнинні ліси і субтропічні або тропічні мангрові ліси. 